# Tytgat (geslacht)
Tytgat (Tydtgat, Tytgadt, Tijdgat, Tijtgat, Tijdgaat, Tcytgats, Tijtgast, Titgots, Tempus Dei) is een Belgisch patriciërsgeslacht afkomstig uit Antwerpen. Het geslacht Tytgat behoort met de geslachten Breebaert, Costel, Paddebuuc en Louiart tot de alleroudste geslachten van Antwerpen.

## Geschiedenis
De stamreeks begint bij de Sint-Michielsabdij te Antwerpen die in 1124 werd gesticht. In 1146 bevestigt de bisschop van Kamerijk de abdij in het bezit te zijn van zekere goederen. Het was toen gebruikelijk bij de Frankische gemeenschappen dat een verbintenis werd verzekerd door levende getuigen. De naam van de getuigen werd opgeschreven waaronder ze bij de gemeenschap het best bekend stonden. De getuigen voor het bezit van de abdij van een aantal goederen in 1146 waren onder andere schepenen van Antwerpen, waaronder Raduardus Tempus Dei. Raduardus Tempus Dei is de stamvader van de familie Tytgat.
Het geslacht heeft slechts 750 afstammelingen. In Nederland telde het geslacht in 2007 slechts 38 naamdragers.

## Herkomst naam Tytgat
De 'wonderbaarlijke' naam 'Tempus Dei' is Latijn voor 'tijd Gods', dat wil zeggen 'verkwist de tijd van God niet'. Tempus Dei fungeerde als bijnaam van het schepengeslacht Tytgat en werd pas later een officiële achternaam. De bijnaam komt ongetwijfeld van de Germaanse voornaam Teutgaud (bijvoorbeeld Theotgaud(847–868, Duits: Dietgold), aartsbisschop van Trier), Thietgaud, Theudigotho, Teugaudus, theudô-gauta. Theudô-gauta betekent 'volk Goot', dat wil zeggen 'volksnaam'. Tytgat betekent dus eigenlijk een naam van een normaal persoon. 

## De zeven Riddergeslachten van Antwerpen

De wapens van de zeven geslachten van Brussel. Volgens J.P. Christyn zou Antwerpen, net als Brussel en Leuven, zeven geslachten kennen. De vraag rijst of het geslacht Tytgat hier van afstamt.

Jean-Baptise Christyn schrijft in zijn werk Senatus populique Antverpienses. Nobilitas sive septem tribus patriciae Antverpienses. (Leiden 1672) dat in de dertiende eeuw na Chr. zeven beroemde Antwerpse geslachten bloeiden, die gezamenlijk de zeven schaecken van Antwerpen worden genoemd. Zij stamden af van de eerste eigenaars van het grondgebied rond de burcht van Antwerpen gelegen. Zij zijn vernoemd naar degenen van wie zij voortkwamen of naar de plaatsen van hun domeinen. De zeven geslachten zijn: Volkaerts, Wilmaers, Hoboken, Bode, Aleyns, Impeghems en Papen/Spapen. Alleen zij hadden toegang tot de openbare ambten. Hun macht blijkt des te meer daar bijna al de schepengeslachten tweehonderdvijftig jaar lang aan hen verwant waren. Antwerpen zou derhalve net als Brussel, respectievelijk, Leuven de Zeven geslachten van Brussel en de Zeven geslachten van Leuven kennen.
Aangezien volgens Christyn de zeven riddergeslachten rond de dertiende eeuw na Chr. in Antwerpen het alleenrecht hadden om Antwerpen te besturen, en het geslacht Tytgat een schepenfunctie bekleedde in de eeuw daarvoor, rijst de vraag of Raduardus Tempus Dei een telg was afkomstig uit de riddergeslachten. Zo ja, dan zou het geslacht Tytgat afstammen van een van de riddergeslachten van Antwerpen. De vraag rijst dus of het geslacht Tytgat inderdaad bloedverwant is aan de zeven riddergeslachten. 
In de literatuur wordt echter de stelling van Christyn (soms in harde mate) in twijfel getrokken. In de literatuur wordt aannemelijk gemaakt dat er andere geslachten waren die de schepenfunctie bekleedden en dat de zeven schaken niet méér privileges hadden dan de andere patriciërsgeslachten van Antwerpen. Het geslacht Tytgat zou dan een voorbeeld zijn van een ander geslacht dan een van de Zeven Riddergeslachten die de schepenfunctie bekleedde en evenveel privileges genoot als de zeven schaken, tenzij Tytgat verwant is aan de Schaken. Op 25 februari 1355 is er een privilege van Wenceslaus en Joanna. In dit privilege wordt geschreven dat voortaan de functies van de twaalf schepenen en de zes raadslieden alleen mogen worden bekleed door de zes oudste geslachten van de stad Antwerpen. De zeven schaken zouden in dat geval dus wel meer privileges genieten dan de andere patriciërsgeslachten.
In de Nieuwe Geschiedenis van Antwerpen wordt geschreven dat de zeven riddergeslachten geen graad in de adelstand genoten, en leenplichtig waren onder de burggraaf van Antwerpen. Zij zouden een middenklasse tussen de adel en de gewone burgers vormen. Desalniettemin stelt Hendrik Emmanuel van Cuyck dat dit geenszins betekent dat de zeven schaken wel edel zouden kunnen zijn, en vraagt zich af of de zeven schaken wel behoorden tot de adel.

## Familiewapen
Johannes Bapista Rietstap publiceerde in 1861 zijn monumentale werk Armorial Général. Het werk bevat een beschrijving van de wapens van 110.000 families uit de Europese adel en het Europees patriciaat. 
In de Armorial Général wordt het wapen van het geslacht Tytgat als volgt beschreven: In zilver, een rode dwarsbalk beladen met twee zilveren ringen en vergezeld van twee waterleliebladeren van dezelfde kleur, één bovenaan en één onderaan, waarvan degene bovenaan omgekeerd is.

## Het Tytgat Instituut voor Lever- en Darmonderzoek Amsterdam UMC
Het Tytgat Instituut voor Lever- en Darmonderzoek Amsterdam Universitair Medische Centra huisvest het fundamenteel en translationeel onderzoek op het gebied van hepatologie en gastro-enterologie. Het Instituut is vernoemd naar prof. dr. G.N.J. Tytgat, emeritus hoogleraar gastro-enterologie aan de Universiteit van Amsterdam, waar hij voorheen de kernleerstoel bekleedde. Het onderzoek in het Tytgat Instituut is fundamenteel, maar meestal gebaseerd op een klinische vraag, met als doel resultaten te leveren die vertaald kunnen worden naar de klinische praktijk. Onderzoekslijnen omvatten metabole en cholestatische leverziekten, chronische darmonstekingen, microbioom en voeding voor jonge mensen. 

## Enkele Telgen
- Raduardus Tempus Dei, schepen te Antwerpen in 1146.
- Jan Tcygats, leenhouder te Sint-Baafs-Vijve in 1374
- Jhan Tijtgast, raadsheer vierschaar te Kortrijk in 1374
- Maria Tytgat, 1495.
- Elisabeth Tytgat (1560-1581), getrouwd met Jan Vanoultrive
- Joos Tytgadt (1671-1678), notaris te Meulebeke.
- Louis Tytgadt (1841-1918), Vlaamse schilder.
- Medard Tytgat (1871-1948), oudste broer van Edgard Tytgat, schilder in de Brugse School
- Edgard Tytgat (1879-1957), Belgisch expressionistisch kunstschilder, boekbandontwerper en graficus, vertegenwoordiger van het Brabants fauvisme
- Jules Tytgat (1889-heden, Gent), was een Belgische ingenieur-architect gespecialiseerd in beton- en industriële bouwwerken.
- Emillius Tytgat (1881-1934, Gent), broer van Jules Tytgat, ingenieur.
- Pierre Tytgat, zoon van Emillius Tytgat, ingenieur.
- Prof. dr. G.N.J. Tytgat, geboren Izegem, is emeritus hoogleraar gastro-enterologie aan de Universiteit van Amsterdam, en bekleedde aldaar de kernleerstoel.
- Prof. dr. Jan Tytgat (geboren 6 januari 1963) is een Belgische toxicoloog en professor aan de KU Leuven.
- Prof. dr. Edgard Tijtgat (1878-1951), hoogleraar chirurgie aan de Universiteit van Gent, officier in de Leopoldsorde en in de Kroonorde, getrouwd met gravin Thérèse de Caritat de Peruzz.
- Prof. dr. Lieve Tytgat, hoogleraar biomarkers in pediatrische solide tumoren aan het UMC Utrecht.
- Prof. dr. Michael Tytgat, hoogleraar natuurkunde aan de vrije universiteit Brussel.
- Prof. dr. ir. Lieven Tytgat, hoogleraar aan het departement Electronica en Informatiesystemen aan de Universiteit Gent.
- Prof. dr. Tom Tytgat, hoogleraar aan het departement Bio-science engineering aan de Universiteit Antwerpen.
- Dr. S.H.A.J. Tytgat, chirurg gespecialiseerd in de minimaal invasieve (kijkoperatie) chirurgie bij neonaten en kinderen. Hoofd van de afdeling kinderchirurgie in het Wilhelmina Kinderziekenhuis, onderdeel van het UMC Utrecht.
- Lander Tijtgat (1983-heden) is een Belgisch voormalig hardloper.
- Jean Tytgadt, vader van Didier en Alain Tytgadt.
- Didier Tytgadt, broertje van Alain, voormalig bestuurder Brugse staalwalserij Metalunion, voormalig bestuurder KBC NV.
- Alain Tytgadt, Brugse staalwalserij Metalunion, voormalig bestuurder KBC NV, behoort tot de rijkste personen van België.
- Maureen Tytgat , Industrie Apotheker (uGent) , Plant Director Ecolab France , Chalons en Champagne